# Lalla Khadija
Prinses Lalla Khadija (Arabisch: الأميرة للا خديجة) van Marokko (Rabat, 28 februari 2007) is het tweede kind van de Marokkaanse koning Mohammed VI en prinses Lalla Salma. Lalla Khadija's oudere broer is Moulay Hassan, kroonprins van Marokko.